# Balh
Balh (/ bælx /; pastu és perzsa nyelven: بلخ, Balkh; ősi görög nyelven: Βάκτρα, Báktra) Afganisztán Balh tartományában található. Balh, mai nevén Vazīrābād, ma egy falu Észak-Afganisztánban,  mely korábban Bactra, az ősi Baktria fővárosa volt, ma már csak romjai láthatók. Balh ősi városát az ókori görögök Bactraként, de leginkább Baktria vagy Tokharisztán központjaként és fővárosaként ismerték. Marco Polo leírásában Balhot "nemes és nagy városnak" nevezte. Balh ma többnyire romok tömege, amely az időszakos Balh folyó jobb partjától mintegy 12 km-re, 365 méter magasságban fekszik. Történelmileg a buddhizmus, az iszlám és a zoroasztrizmus régi központja és Koraszán egyik legnagyobb városa volt.

## Fekvése
Mazár-e Sarif-tól mintegy 20 km-rel északnyugatra és az Amu-darja folyótól és az Üzbegisztán határától mintegy 74 km-rel délre található.

## Története

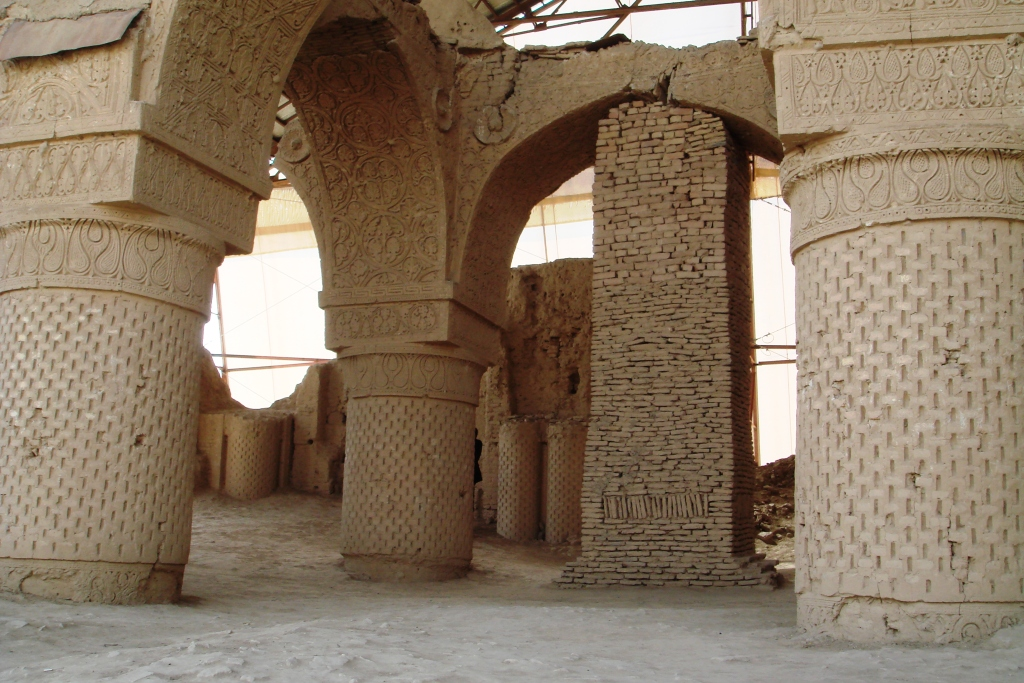
Masjed Haj Piadeh

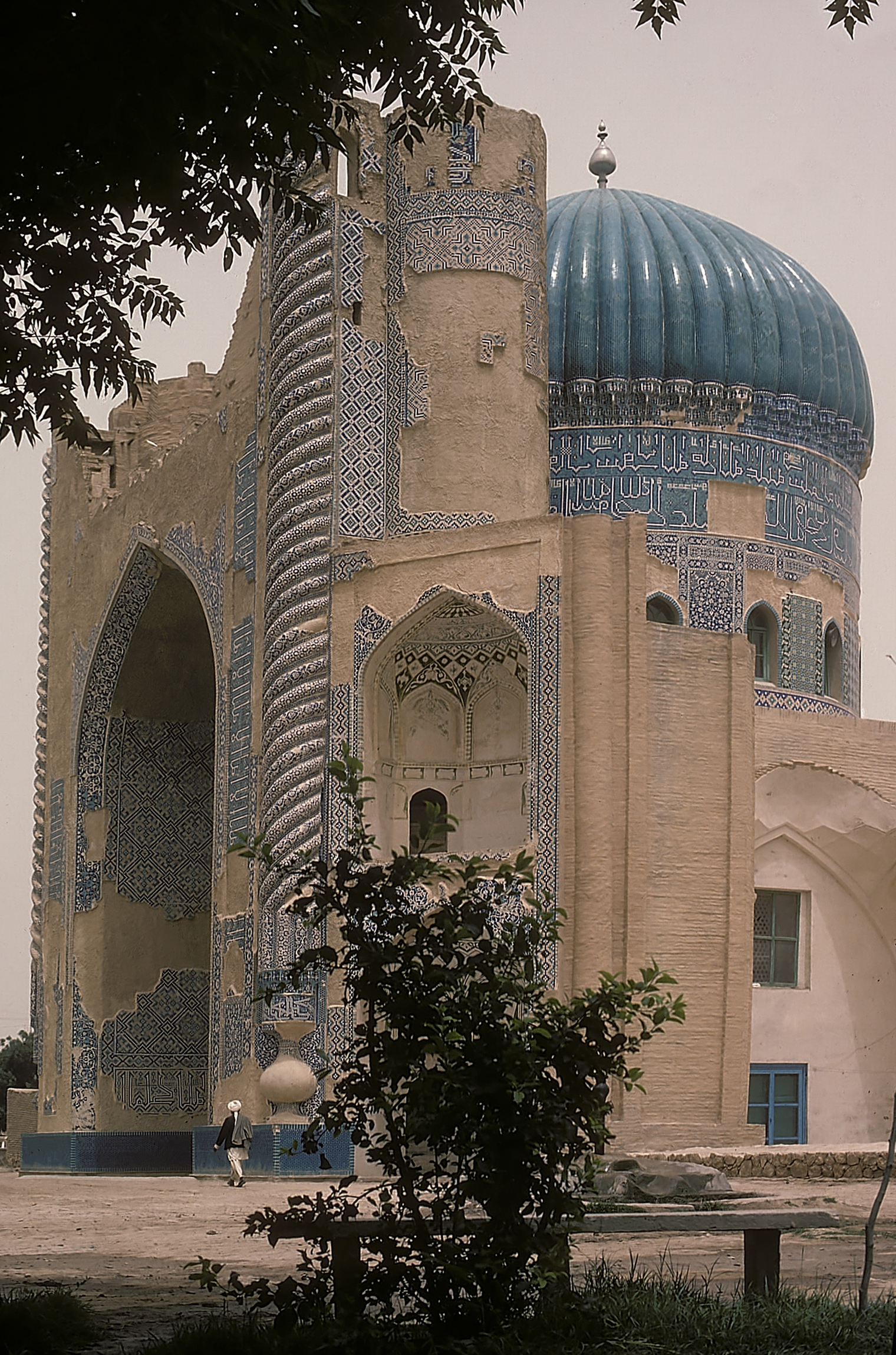
Balkh la mosquee

A mai Afganisztán északi részén, a Hindukus-hegység és az Amu-darja (Oxus) folyó partján található ősi Balh városát, melynek történelme 2500 évre nyúlik vissza, az egykori főbb selyemút kelet- nyugati kereszteződésében feküdt. A várost az arab hódítók Umm-al-belad, a "városok anyja" néven ismerték.
Balh kiemelkedésében fontos szerepe volt a földrajzi helyzetének, mivel a város a Balk folyó öntözésre alkalmas síkságán épült fel. Az ősi időkben a Baktria nevű régió híres volt szőlő, narancs, cukornád termesztéséről és a kiváló tevefajtáiról, és kialakulásában legjelentősebb tényező volt, hogy számos természetes kereskedelmi útvonal kereszteződésében feküdt. Ennek eredményeképpen a Balh-ban virágzott a kézművesség és a kereskedelem, valamint a filozófia és a művészet is.
Baktriát és fővárosát először Dárajavaus olvasztotta be az Achaemenida Birodalomba. Zoroaster itt tanított, talán a Kr. e. 6. században, és a zoroasztriai hit az Achaemenidek és később a sasszanidák állami vallásává vált. Baktriát Kr. e. 329-ben Nagy Sándor hódította meg, halála után előbb a Szeleukida Birodalom, majd a Görög-Baktriai Királyság része lett. 
A későbbiekben a kusánoké lett, akiknek birodalma Közép-Ázsiából mélyen benyúlt Indiába is. Ekkor az itt áthaladó selyemútnak köszönhetően a kereskedőkkel együtt szerzetesek is érkeztek, akik az új vallást, a buddhizmust hirdették, és Balh a vallás és a tanulás központja lett, híres volt templomairól és kolostorairól. Mire 630-ban Xuanzang kínai zarándok áthaladt Balhon, a város a Szasssanida Birodalom részévé vált.
Közép-Ázsiában az ezt követő idők viharosak voltak, Balh városában is arab, perzsa és türk uralkodók váltották egymást, de továbbra is virágzott.
A város sorsa azonban 1220-ban radikálisan rosszabbra fordult, amikor Dzsingisz kán százezer mongol lovasa teljesen elpusztította a várost. Balh századokig maradt romokban, melyről Marco Polo (1275) és Ibn Battúta (1333) leírásai tudósítottak. Végül 1359-ben Timur Lenk és Timurida utódai állították helyre a várost. Az ez időkből való épületek közül sokan még mindig állnak; így a Khwaja Abu Nasr Parsa mauzóleuma is, amelyet 1462/63-ban építettek egy kiváló teológus tiszteletére, és az egyik legszebb példája a későnek Timurid építészetnek. Szintén fennmaradtak az egykori városfalak is melyek helyenként még mindig hatvan méter magasak.
A város jelentősége később lassan csökkent. 1866-ban aztán közigazgatási központja is a közeli Mazár-e-Shárifbe költözött.

## Galéria

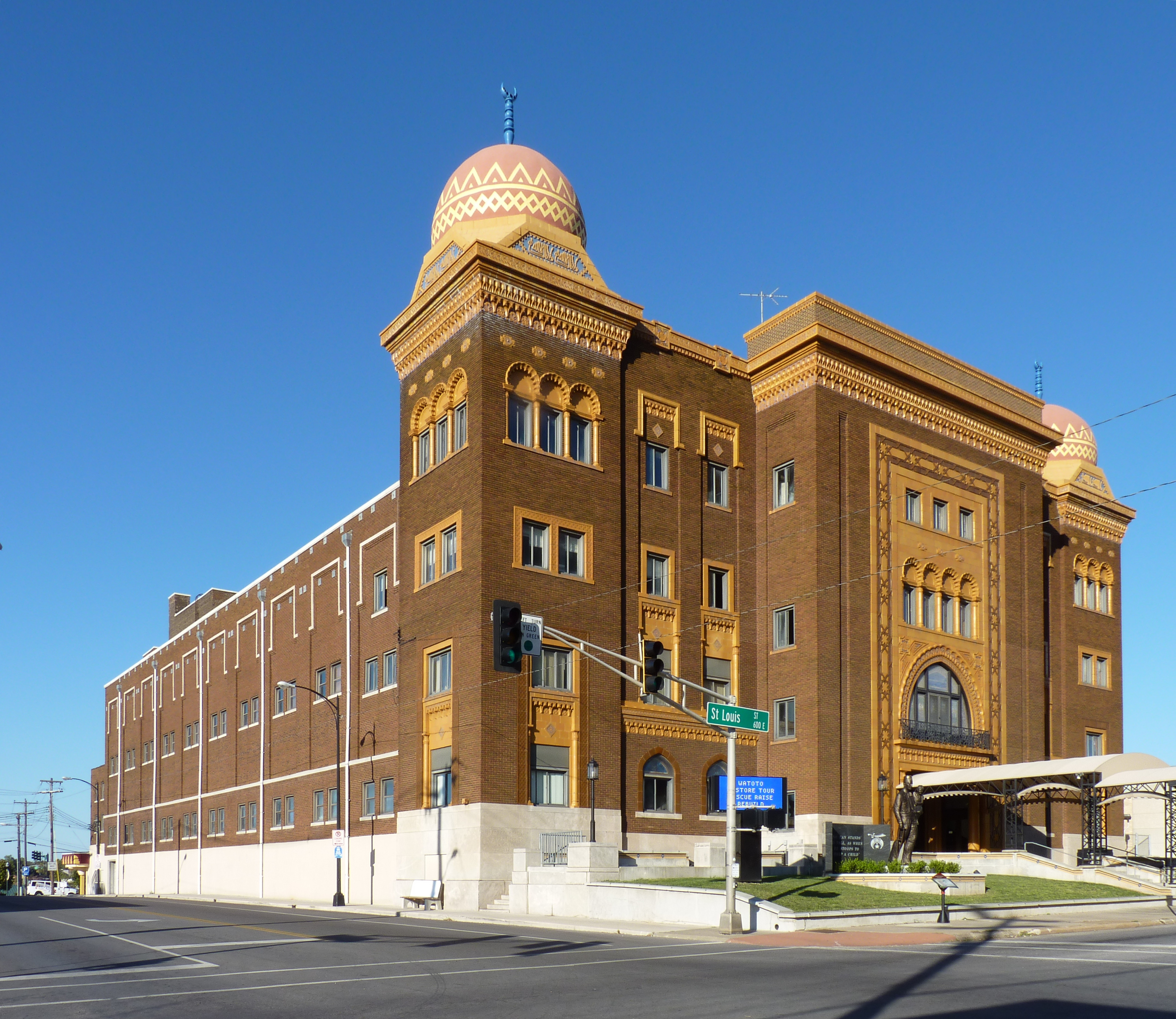
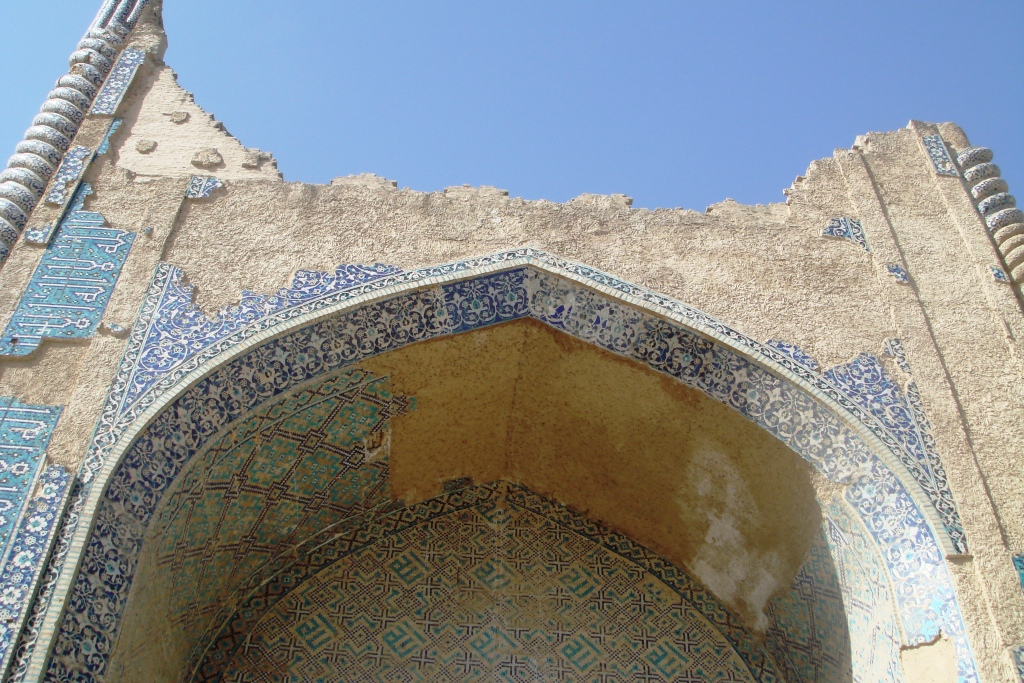
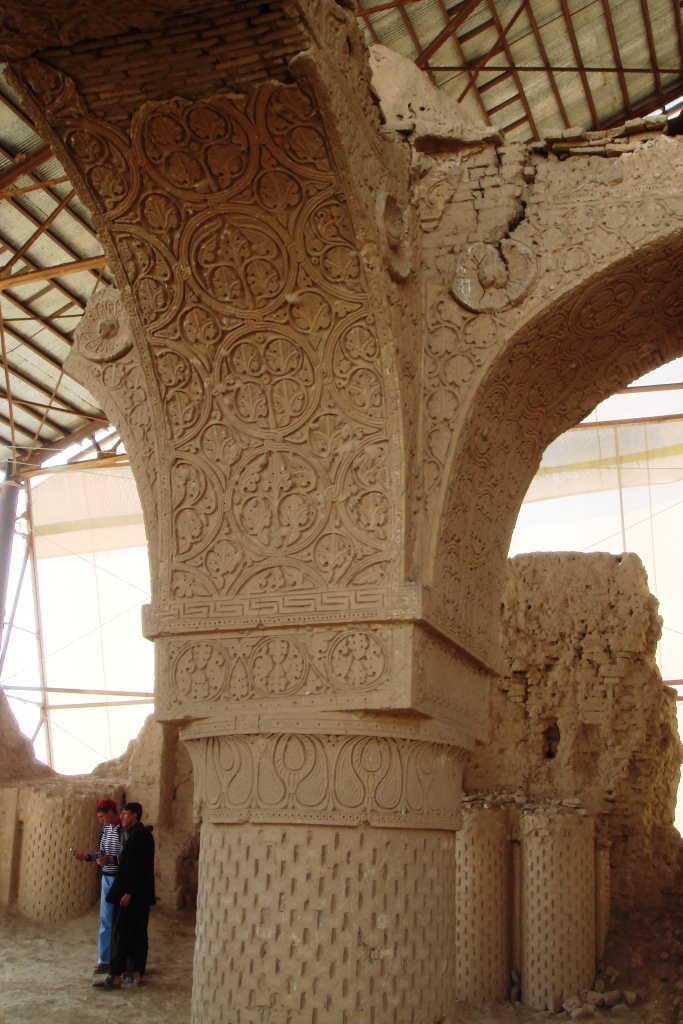
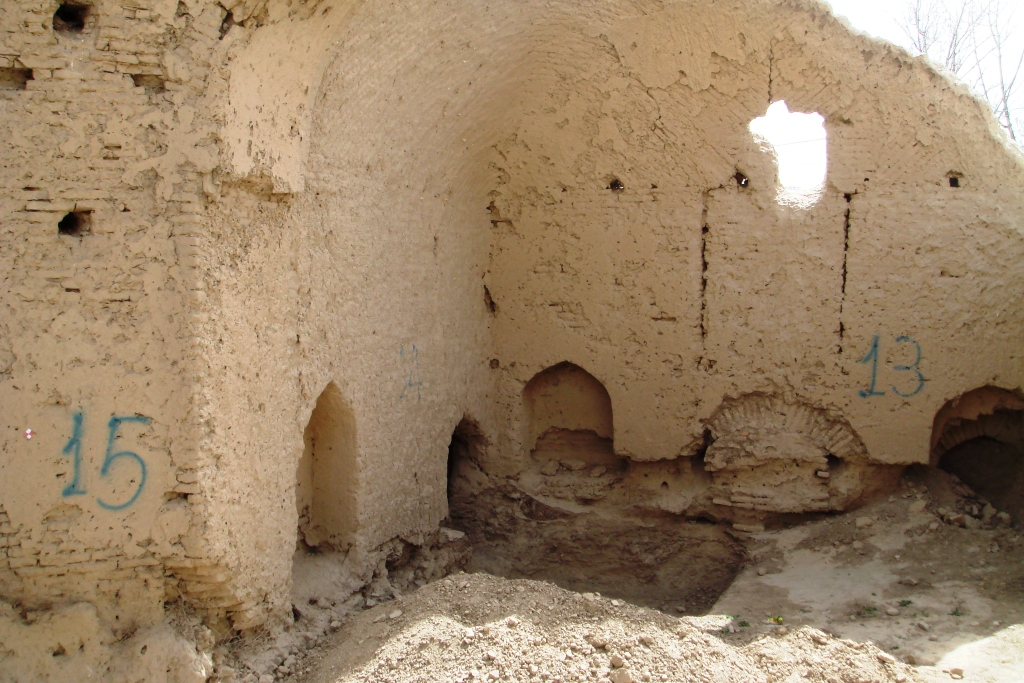
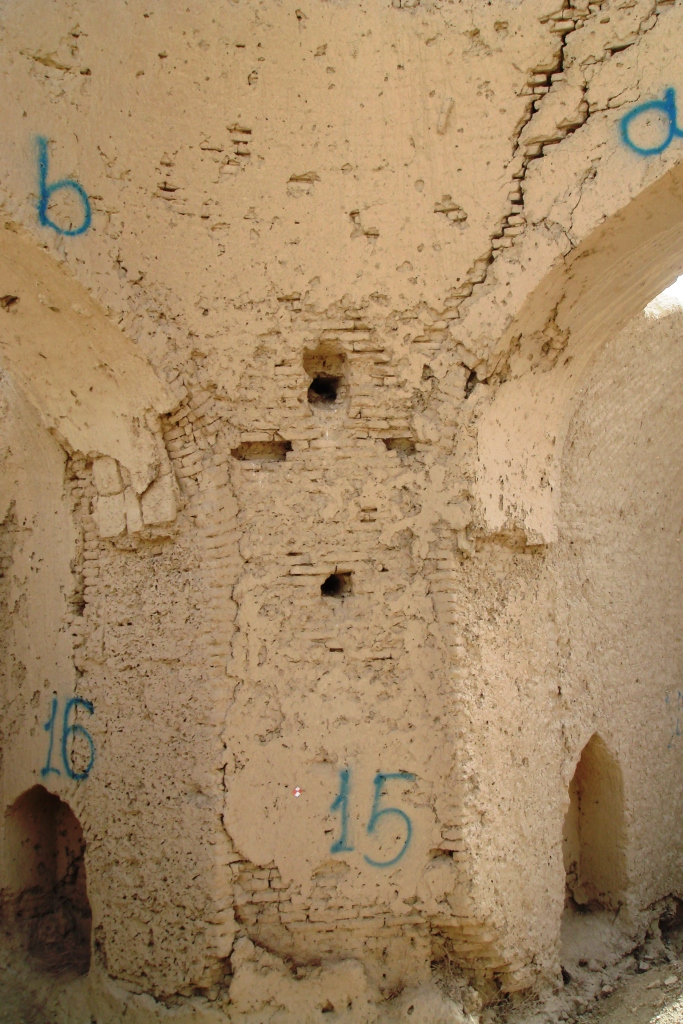
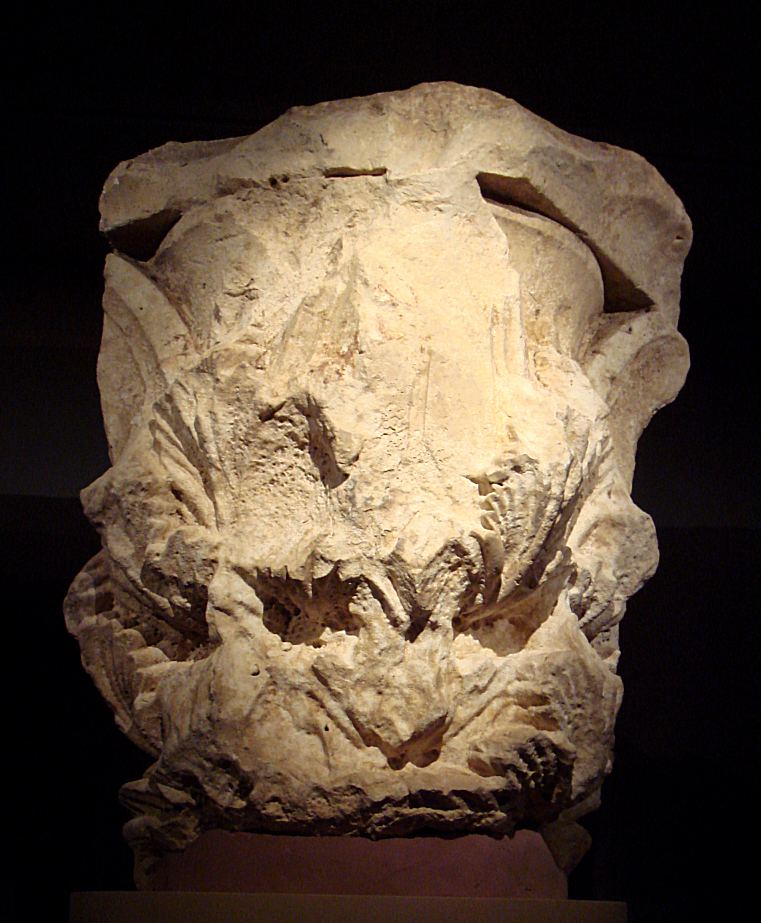